# Blackburn
Blackburn város az Egyesült Királyságban, Észak-Angliában, North West England régióban. Lakossága 105 ezer fő volt 2001-ben.

## Jelentősebb építmények
| Név és hely | Fotó | Építés             | Megjegyzés |
| --- | ---- | ------------------ | ---------- |
| Városháza é. sz. 53,74982°, ny. h. 2,48405°53.749820°N 2.484050°WTown Hall                                               |      | 1852–56            |            |
| College of Technology and Design é. sz. 53,74888°, ny. h. 2,48740°53.748880°N 2.487400°WCollege of Technology and Design |      | 1888–89            |            |
| Blackburn vasútállomás é. sz. 53,74659°, ny. h. 2,47954°53.746590°N 2.479540°WBlackburn railway station                  |      | 1886–88            |            |
| Corporation Park déli bejárata é. sz. 53,75235°, ny. h. 2,49194°53.752350°N 2.491940°WSouth Entrance, Corporation Park   |      | 1855               |            |
| Blackburn-i Katedrális é. sz. 53,7474°, ny. h. 2,4813°53.747400°N 2.481300°WCathedral                                    |      | 1820–26            |            |
| St Mark's Church é. sz. 53,74390°, ny. h. 2,50835°53.743900°N 2.508350°WSt Mark's Church                                 |      | 1836–38            |            |
| Holy Trinity Church é. sz. 53,75110°, ny. h. 2,47446°53.751100°N 2.474460°WHoly Trinity Church                           |      | 1837–46            |            |
| 20 Church Street é. sz. 53,74764°, ny. h. 2,48251°53.747640°N 2.482510°W32 Church Street                                 |      | c. 1840            |            |
| Ewood Aqueduct é. sz. 53,73367°, ny. h. 2,49239°53.733670°N 2.492390°WEwood Aqueduct                                     |      | A 19. század eleje |            |
| King George's Hall é. sz. 53,74906°, ny. h. 2,48611°53.749060°N 2.486110°WKing George's Hall                             |      | 1913–21            |            |

## Sport

### Labdarúgás
- Blackburn Rovers FC

## Fordítás
- Ez a szócikk részben vagy egészben  a   Blackburn című angol Wikipédia-szócikk fordításán alapul.  Az eredeti cikk szerkesztőit annak laptörténete sorolja fel. Ez a jelzés csupán a megfogalmazás eredetét és a szerzői jogokat jelzi, nem szolgál a cikkben szereplő információk forrásmegjelöléseként.